# Bongo Flava
Bongo Flava ist der Name der tansanischen Rapmusik. Bongo Flava ist neben Senerap, der Rapmusik aus dem Senegal, die am weitesten verbreitete Version des afrikanischen Hip-Hop. Bongo Flava übertrifft, was die Kassettenverkäufe angeht, alle anderen ostafrikanischen Musikstile.

## Hintergrund
Bongo ist ein Slangausdruck für Tansanias größte Stadt Dar es Salaam und für das Land selbst. Bongo Flava bedeutet sinngemäß der Sound aus Dar es Salaam/Tansania. Ursprünglich stammt das Wort Bongo vom Swahili Wort für Gehirn oder Verstand, ubongo, ab. Es existieren in Dar es Salaam, wo die meisten Songs entstehen, verschiedene Interpretationen des Namens; die gängigste ist jedoch, dass man Gehirn brauche, um in Dar es Salaam zu überleben. Die Rapper verweisen damit auf die als schwierig angesehene Lebenssituation in der 3-Millionen-Einwohner-Stadt an der Ostküste Afrikas. Bongo könnte als tansanische Variante des im Hip-Hop gängigen Ghettobegriffs betrachtet werden. Allerdings haben nicht die Rapper den Spitznamen Bongo für Dar es Salaam (bzw. mittlerweile auch ganz Tansania) erfunden: Der Name existiert schon seit einigen Generationen.
Die Musikrichtung Bongo Flava zeichnet sich unter anderem durch die in der tansanischen Landessprache Swahili gesungenen bzw. gerappten Texten aus. Englische Rapsongs werden in Tansania nicht mehr produziert, und wenn, dann gehören sie nicht der Sparte Bongo Flava an.

## Geschichte
Hip-Hop kam zuerst über die Kinder der Reichen ins Land, die entweder im Ausland studiert hatten oder über die Familie Verbindungen ins Ausland hatten und so an LPs und CDs kamen. In den 1980ern gab es in Tansania keinen eigenen Fernsehsender und nur einen Radiosender, der es ablehnte, diesen Musikstil zu spielen. Ganz im Gegensatz zu seinen Anfängen in den USA oder auch in Südafrika wurde Hip-Hop anfangs vor allem in den Discos der großen Hotels oder bei Strandpartys gespielt.
In den frühen 1990er Jahren war es ein junger Mann namens Salley al Jabbir, der sich als Rapper Saleh J. nannte und als erster mit einem Rapsong auf Swahili Erfolg hatte. Sein erster Rapsong war eine Coverversion von Vanilla Ice’ Ice Ice Baby. Sie erschien auf der Kassette King of Swahili Rap. Ebenfalls auf dieser Kassette war eine Swahiliversion des Songs O.P.P. der US-amerikanischen Rapgruppe Naughty by Nature. O.P.P. heißt im Original „Other People's Pussy“, in Saleh J.'s Version jedoch hieß es „Omba Pure Penzi“ – „Verlange wahre Liebe“. Saleh J. repräsentierte die Jugend der Mittel- und Oberschicht, die diese Musikrichtung zuerst annahm. Er selbst ist Kind einer weißen Mutter und eines schwarzen Vaters, hat Verwandte im Vereinigten Königreich und verließ Tansania nach seinem ersten Album, um in die Vereinigten Arabischen Emirate zu ziehen.
Der erste Rapper, der Erfolg mit gänzlich eigener Musik hatte und auch auf Swahili rappte, war Mr. II. Er selbst gibt als wichtigstes Vorbild Tupac Shakur an, der Rapper, der wahrscheinlich das größte Vorbild für die gesamte Bongo-Flava-Szene ist.
Auch in den Nachbarstaaten Kenia und Uganda hat Bongo Flava großen Erfolg; auch dort wird, unter anderem, Swahili gesprochen. Für die Verbreitung und den Erfolg von Bongo Flava sind vor allem die Medien verantwortlich: Die Entstehung von Bongo Flava und die Liberalisierung des Mediensystems in Tansania fielen in den späten 1990ern zusammen. Viele private Radiostationen spielen fast ausschließlich Bongo Flava. Nachdem die Musik anfangs noch für eine Form des Hooliganismus gehalten wurde, wird sie mittlerweile fast quer durch alle sozialen und Altersschichten gehört. Viele der frühen Rapper arbeiten bis heute bei Radiostationen und spielen in ihren Sendungen Bongo Flava, und das Fernsehen zeigt entsprechende Musikvideos. Der Film Girlfriend von 2003 war ein großer Erfolg im tansanischen Kino. Der auf Swahili produzierte Film zeigte eine große Zahl von Rappern, alle allerdings zur Ostküste gehörig.
Mittlerweile werden die Rapper sowohl von kommerziellen Firmen für Werbesports engagiert (beispielsweise für Kilimanjaro Pure Drinking Water oder Benson & Hedges-Zigaretten), von NGOs zur Kampagnenwerbung (beispielsweise von der UNICEF zur AIDS-Aufklärung), als auch von politischen Parteien zur Wahlwerbung oder für andere politische Ziele. Mr. Ebbo arbeitete beispielsweise mit der Parastatal Sector Reform Commission (PSRC) zusammen, dessen Hauptanliegen laut Mr. Ebbo ist, den Leuten zu zeigen, wie Privatisierungen der ökonomischen Entwicklung des Landes helfen können.

## Stellung
Die Bongo-Flava-Rapper wollen durch ihre Texte dazu beitragen, dass Tansania international besser wahrgenommen wird. So sorgen sie sich in den Texten um ihr Land, unterstützten AIDS-Aufklärungskampagnen der Regierung unter Präsident Mkapa und verbreiten messages (ujumbe) als Werbung für ihr Land. Allerdings bleiben sie dabei überaus kritisch: Sie klagen die Korruption von Polizisten, die medizinische Versorgung oder nicht erfüllbare Wahlversprechen an und fordern Veränderungen zum Wohl von Gesellschaft und Staat.
Die Musik des Bongo Flava ist, nach einigen Jahren, in denen der Sound möglichst US-amerikanisch klingen sollte, geprägt von pan- und ostafrikanischen musikalischen Einflüssen. Die Produzenten benutzen Marimbas, filimbi (Flöten) und ngoma (Trommeln); sie legen die musikalische Struktur von Musik wie Bolingo (tansanische Version kongolesischer Musik) oder taarab (Musik der islamischen Küste) zugrunde. So ist Bongo Flava heute nicht nur wegen der Textinhalte eine spezifisch tansanische Musik.
Aus Hip-Hop wurde Bongo Flava, und Bongo Flava hat sich weitgehend vom Vorbild und Auslöser des US-Hip-Hop gelöst. Daher wird die Musik in der Ethnologie auch als Beispiel für kulturelle Globalisierung bezeichnet. Dies bedeutet, dass nicht die ganze Welt homogenisiert ist, sondern dass zwar auf der ganzen Welt ähnliche Konsumgüter zu kaufen sind und ähnliche kulturelle Konzepte Anwendung finden, diese aber jeweils unterschiedliche Bedeutung haben und kreativ in einem dynamischen Prozess angeeignet und dabei modifiziert werden. In der Humangeographie spricht man hierbei vom Begriff Glokalisierung.

## Wichtige Bongo-Flava-Künstler
Erster großer Star des Genres war Mr. II, der sich mittlerweile zwar nicht aus der aktiven Musikerkarriere zurückgezogen hat, aber unter dem Namen Sugu bei weitem nicht mehr den großen Erfolg hat wie einst. Dies hängt auch mit wachsender Konkurrenz zusammen: Ein großer Star in Tansania ist Professor Jay, der gelegentlich mit Rappern wie Juma Nature oder Mkoloni von Wagosi wa Kaya aufnimmt, aber auch ein Freund der Gruppe Daz Nundaz ist.
Es gibt verschiedene Stadtviertel in Dar es Salaam, in denen Hip-Hop entsteht und die erkennbar voneinander unterscheidbare Stile aufweisen. Zu ihnen gehören als bekannteste das Eastcoastteam und die Temeke Family (TMK), aber auch weitere Viertel, etwa in Sinza (Daz Nundaz Foundation) oder Kinondoni (Big Dogg Posse).
TMK ist ein Kürzel für Temeke, ein armes Viertel in Dar es Salaam, aus dem die musikalisch weniger eingängigen und textlich radikaleren Bands wie Juma Nature oder Gangwe Mobb (Mitglieder: Inspectah Haroun, Luten Karama) kamen. Gangwe Mobb haben sich mittlerweile aufgelöst, und Inspectah Haroun setzt nun auf eine Solo-Karriere.
East Coast steht vor allem für das wohlhabendere Stadtviertel Upanga ganz im Osten der Stadt. In Upanga sind unter dem Namen Eastcoastteam mittlerweile neun Rapper zusammen aktiv. Sie orientieren sich eher an Old-school-Hip-Hop-Formen und setzten auf eingängigere Musik und Themen. Das Eastcoastteam besteht aus GK, AY, Mwanafalsafa, Pauline Zongo, Buff G., Snare, O-Ten, Imam und Sharifu.
Bekannte Rapperinnen sind vor allem Zay Bi und Sista P., zwischen ihnen herrschte allerdings ein starker Konkurrenzkampf – ganz im Sinn der Hip-Hop-Battles, die allerdings nicht im Sinn von tatsächlichem Kampf zu verstehen sind, sondern eher als inhaltliche und ästhetische Hip-Hop-Konvention.
- Afande Sele
- Big Dogg Posse
- Bwana Misosi
- Chidi Benz
- Daz Nundaz, bestehend aus Daz Sajo, Daz Mwalimu, Feroozi, Daz Critic, La Rhumba
- G-Solo
- Lameck Ditto
- LWP Majitu
- Mandojo na Domokaya
- Mr. Ebbo
- Professor Jay
- Sugu (vorher Mr.II, vorher 2Proud)
- Wagosi wa Kaya, bestehend aus Mkoloni, Dr. John
- X-Plastaz

## International erhältliche Alben
- Bongo Flava – Swahili rap from Tanzania (2004) out here records

featuring Mr. Ebbo, Professor Jay, LWP Majitu, Wagosi wa Kaya, X-Plastaz, Afande Sele, Juma Nature, Daz Nundaz, uvm.
- Maasai Hip Hop von X-Plastaz (2004) out here records

## Die wichtigsten Radiostationen (Verbreitungsgebiet)
- Clouds FM (Dar es Salaam)
- East Africa FM (Dar es Salaam, Nairobi, Kampala)
- Magic FM (Dar es Salaam)
- Radio Uhuru (Tansania)
- Times FM (Dar es Salaam)

## Die wichtigsten Produzenten
- P-Funk, Bongo Records
- Miikka Mwamba Kari, FM Productions
- Master Jay, MJ Studio
- Enrico, Soundcrafters Studio
- Boni Luv, Mawingu Studio
- Professor Ludigo